# Lanciatori spaziali
Questa è una lista dei lanciatori spaziali/vettori elencati per nazione.

## America

### Argentina
- Tronador (ancora in fase di sviluppo)

### Brasile
- Razzi sonda
  - VSB-30
  - VS-40
  - VS-30
  - VS-43 (cancellato)
  - VS-50 (ancora in fase di sviluppo)
  - Sonda I (ritirato)
  - Sonda II (ritirato)
  - Sonda III (ritirato)
  - Sonda III A (ritirato)
  - Sonda IV (ritirato)
- Razzi vettore
  - VLS-1 (ancora in fase di sviluppo)
  - VLS-2 (ancora in fase di sviluppo)
  - VLM (ancora in fase di sviluppo)
  - VS-40

### Canada
- Razzi sonda
  - Black Brant
- Vettori
  - Aurora (ancora in fase di sviluppo)

### Stati Uniti d'America
- Aerobee
- Antares
- Ares
  - Ares I (cancellato)
  - Ares IV (cancellato)
  - Ares V (cancellato)
- Athena (ritirato)
- Atlas
  - Atlas I (ritirato)
  - Atlas II (ritirato)
  - Atlas IIAS (ritirato)
  - Atlas III (ritirato)
  - Atlas V
- Alpha
- Conestoga (ritirato)
- Delta
  - Delta 1 (ritirato)
  - Delta 2 (ritirato)
  - Delta 3 (ritirato)
  - Delta 4
  - Delta 4 Heavy
- Falcon
  - Falcon 1 (ritirato)
  - Falcon 5 (cancellato)
  - Falcon 9
  - Falcon Heavy
- Jupiter
  - Juno II (ritirato)
  - Juno V
- Little Joe
  - Little Joe I (ritirato)
  - Little Joe II (ritirato)
- Minotaur
  - Minotaur I
  - Minotaur II
  - Minotaur III
  - Minotaur IV
  - Minotaur V
  - Minotaur VI (ancora in fase di sviluppo)
- New Glenn (ancora in fase di sviluppo)
- New Shepard (ritirato)
- Nova (cancellato)
- Pegasus
- Redstone
  - Jupiter-C (ritirato)
  - Juno I (ritirato)
  - PGM-11 Redstone
  - Sparta (ritirato)
- Saturn
  - Saturn I (ritirato)
  - Saturn IB (ritirato)
  - Saturn V (ritirato)
- Scout (ritirato)
- Sea Dragon (cancellato)
- Shuttle SERV (cancellato)
- Space Launch System (ancora in fase di sviluppo)
- Space Shuttle (ritirato)
  - Space Shuttle Solid Rocket Booster
  - Shuttle-C (cancellato)
- Starship (SpaceX) (ancora in fase di sviluppo)
- Taurus
- Thor
  - Thor-Able (ritirato)
  - Thor-Agena (ritirato)
  - Thor-Delta (ritirato)
- Titan
  - Titan I (ritirato)
  - Titan II (ritirato)
  - Titan III (ritirato)
  - Titan IIIA (ritirato)
  - Titan IIIB (ritirato)
  - Titan IIIC (ritirato)
  - Titan IIID (ritirato)
  - Titan IIIE (ritirato)
  - Titan IV (ritirato)
- Terran vettori
  - Terran 1 (ritirato)
  - Terran R (ancora in fase di sviluppo)
- Vanguard (ritirato)
- Vulcan (ancora in fase di sviluppo)

## Asia

### Cina
- Ceres
  - Ceres-1
  - Ceres-2 - in fase di sviluppo
- Feng Bao (ritirato)
- Kaituozhe
  - Kaituozhe-1 (ritirato)
  - Kaituozhe-2
  - Kaituozhe-2A (ancora in fase di sviluppo)
- Kinetica 1
- Lunga Marcia
  - Lunga Marcia 1 (ritirato) e 1D (ritirato)
  - Lunga Marcia 2A (ritirato), 2C, 2D, 2E (ritirato) e 2F
  - Lunga Marcia 3 (ritirato), 3A, 3B e 3C
  - Lunga Marcia 4A (ritirato), 4B e 4C
  - Lunga Marcia 5
  - Lunga Marcia 6
  - Lunga Marcia 7
  - Lunga Marcia 8
  - Lunga Marcia 9 (ancora in fase di sviluppo)
  - Lunga Marcia 10 (ancora in sviluppo) e 10A (ancora in sviluppo)
  - Lunga Marcia 11
- Zhuque-1 (ritirato)

### Corea del Nord
- Paektusan-1 (ritirato)
- Unha
  - Unha 1 (ritirato)
  - Unha 2 (ritirato)
  - Unha 3

### Corea del Sud
- Korea Space Launch Vehicle
- Naro-1
- Nuri

### Giappone
- Razzi-sonda
  - SS-520
- Razzi vettore
  - Lambda (ritirato)
  - H-I ( ritirato)
  - H-II
    - H-II (ritirato)
    - H-IIA
    - H-IIB (ritirato)

  - H3
  - KAIROS (lanciatore spaziale)
  - Mu
    - M-4S (ritirato)
    - M-V (ritirato)

  - N vettori 
    - N-I (ritirato)
    - N-2 (ritirato)

  - Epsilon

### India
- Satellite Launch Vehicle (SLV) (ritirato)
- Advanced Satellite Launch Vehicle (ASLV) (ritirato)
- Polar Satellite Launch Vehicle (PSLV)
  - PSLV-CA
  - PSLV-XL
- Geosynchronous Satellite Launch Vehicle (GSLV)
  - GSLV Mk I (ritirato)
  - GSLV Mk II
  - GSLV Mk III
- Small Satellite Launch Vehicle (SSLV)
- Vikram

### Indonesia
- RPS-420 (cancellato)
- RPS-550 (cancellato)
- RPS-01 (Pengorbitan-1) (ancora in fase di sviluppo

### Singapore
- Volans (ancora in fase di sviluppo)

### Turchia
- Space Launch System (in sviluppo)

## Europa

### Francia
- Cora (ritirato)
- Diamant (ritirato)

### Germania
- OTRAG (ritirato)
- Spectrum (ancora in fase di sviluppo)
- RFA One (ancora in fase di sviluppo)

### Italia
- Vega (in collaborazione con l'ESA)
- Vega C

### Regno Unito
- Razzi-sonda
  - Skylark (ritirato)
- Razzi vettore
  - Blue Streak (ritirato)
  - Black Arrow (ritirato)
  - Prime (ancora in fase di sviluppo)

### Russia
- Angara (ancora in fase di sviluppo)
- Buran (ritirato)
- Energia (ritirato)
- Kosmos
- Molnija (ritirato)
- N1 (ritirato)
- Proton
- Semërka
- Sapwood
- Štil' (ritirato)
- Start-1
- Volna (ritirato)
- Voschod (ritirato)
- Vostok (ritirato)
- Sojuz
  - Sojuz-U (ritirato)
  - Sojuz FG (ritirato)
  - Sojuz 2
- Yenisei (ancora in fase di sviluppo)

### Spagna
- Razzi-sonda
  - Miura 1
- Razzi vettore
  - Capricornio (cancellato)
  - INTA Programma PILUM (ancora in fase di sviluppo)
  - Miura 5 (ancora in fase di sviluppo)

### Ucraina
- Dnepr
- Cyklon
- Zenit
- Mayak (ancora in fase di sviluppo)
- Cyclone-4M (in fase di sviluppo)

### Unione europea
- Ariane
  - Ariane 1 (ritirato)
  - Ariane 2 (ritirato)
  - Ariane 3 (ritirato)
  - Ariane 4 (ritirato)
  - Ariane 5
  - Ariane 6 (ancora in fase di sviluppo)

  - Ariane Next (ancora in fase di sviluppo)
- Europa (ritirato)
  - Europa 1 (ritirato)
  - Europa 2 (ritirato)
- Vega (in collaborazione con l'ASI)

## Medio Oriente

### Iran
- Razzi-sonda
  - Kavoshgar
- Razzi vettore
  - Safir
  - Simorgh
  - Qased

### Iraq
- Al Abid (cancellato)

### Israele
- Shavit

## Oceania

### Australia
- AUSROC IV (cancellato)
- AUSROC Nano (cancellato)
- Eris (ancora in fase di sviluppo)

### Nuova Zelanda
- Electron

## Africa

### Sudafrica
- RSA-3 (cancellato)
- CHEETAH-1 (ancora sotto sviluppo)